# La salut del ramat del Senyor
La salut del ramat del Senyor (De salutis gregi Dominici) va ser una butlla papal de Pius V de l'1 de novembre del 1567 que promulgava «l'excomunió a perpetuïtat» de les persones que participessin en espectacles amb toros.
El document prohibia les corrides, la participació dels clerques i la possibilitat de donar sepultura cristiana als qui morissin durant la seva pràctica. El rei Felip II no va promulgar la bula impedint la seva aplicació en territori espanyol. A Espanya no només no es va aplicar, sinó que l'església fins i tot va acompanyar la canonització d'espanyols amb la celebració de la corrida de rigor, amb les portes de les catedrals fent de grada d'autoritats. Gregori XIII el 1575 va tornar a permetre els espectacles amb toros amb l'escrit Exponis nobis super.
El document es va escriure per apartar als catòlics dels "perills imminents del cos, així com de la ruïna de l'ànima" en un moment en què "en moltes ciutats i indrets no s'aturen les lluites amb toros i altres feres en espectacles públics i privats per exhibir la seva força i audàcia, el que comporta fins i tot morts humanes, mutilació de membres i perill per l'ànims". La bulla afirmava que aquests espectacles "curents i vergonyants" s'havien d'abolir perquè "no són d'homes sinó del dimoni". Per això es prohibien "sota pena d'excomunió i anatema en què s'hi participi ipso facto" en una butlla que s'havia d'aplicar a "tots i cadascun dels prínceps cristians, de qualsevol dignitat, sigui eclesiàstica o civil, fins i tot imperal o de qualsevol altra classe, es diguin com es diguin, que els soldats i qualsevol altre persona que s'enfronti amb els toros i altres feres en aquests espectacles, sigui a peu o a cavall". Afirmava que els que morissin en aquests espectacles no rebrien sepultura eclesiàstica. Finalment, apuntava que no hi podria haver "exempcions, privilegis, indults, facultats i cartes apostòliques" que deixessin sense efecte aquesta normativa.